# Prosopocera sudanica
Prosopocera sudanica là một loài bọ cánh cứng trong họ Cerambycidae.